# Jundisubani
Jundisubani (en georgiano: ხუნდისუბანი) o Azuat (en osetio: Азуат; en ruso: Азуат) es una aldea que pertenece a la parcialmente reconocida República de Osetia del Sur, parte del distrito de Znaur, aunque de iure pertenece al municipio de Tighvi de la región de Iberia Interior de Georgia.

## Geografía
Jundisubani está situado en la orilla del río Froni oriental, a 1,5 kilómetros de Kornisi. 

## Historia
La expedición de reconocimiento de Iberia en 1955 rastreó unos restos arqueológicos de finales de la Edad del Bronce hasta Jundisubani.
Jundisubani estuvo incluida en el distrito de Znaur hasta 1991. Después de la expulsión de la población osetia a principios de la década de 1990, la aldea estaba poblada principalmente únicamente por georgianos

## Demografía
La evolución demográfica de Jundisubani entre 1916 y 2015 fue la siguiente:
| 317                                                      | 398 | 248 | 51 |
| (Fuente: Population of South Ossetia since Soviet times) |     |     |    |

Según el censo soviético de 1959, la mayoría de la población local eran osetios. En los distintos censos, la composición étnica de la aldea era la siguiente:
|              | 1916      | 1916       | 1989      | 1989       |
| Grupo étnico | Población | Porcentaje | Población | Porcentaje |
| ------------ | --------- | ---------- | --------- | ---------- |
| Georgianos   | 199       | 62,8%      | 179       | 70%        |
| Osetios      | 118       | 37,2%      | 69        | 30%        |
| Total        | 317       | 100%       | 248       | 100%       |